# Gastronomía de San Marino

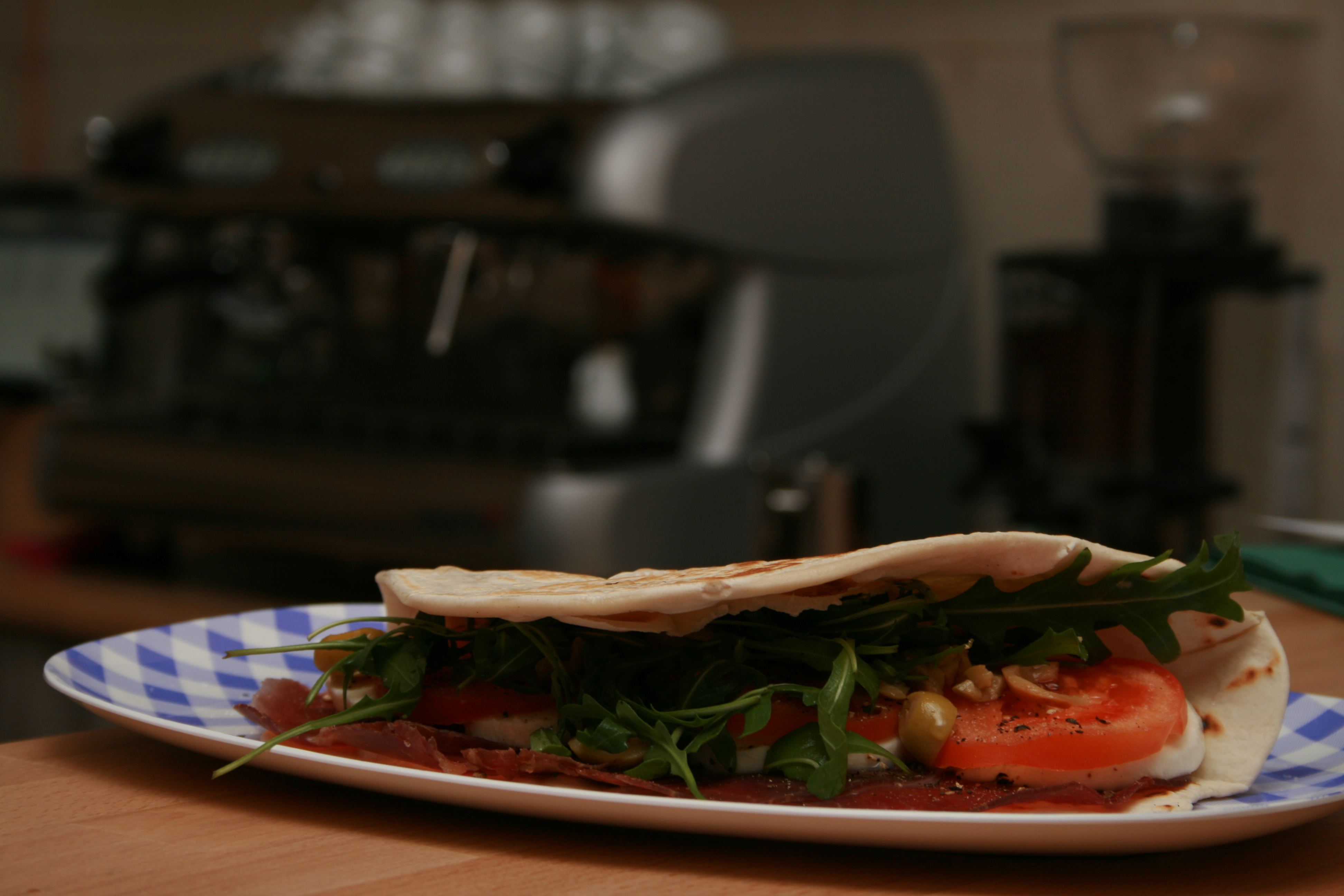
Una piada o piadina con bresaola. Las piadinas no son exclusivas de San Marino, resultando comunes también en la cercana región de Emilia-Romaña.

La gastronomía de San Marino, debido a que este microestado es un estado sin litoral completamente rodeado por Italia, es muy parecida a la cocina italiana, y especialmente a la de las regiones adyacentes de Emilia-Romaña y Las Marcas. Sin embargo, y aunque se basa principalmente en una típica dieta mediterránea, recurre también a recetas eclécticas y tiene varios platos propios y productos únicos.
Los platos salados locales incluyen los fagioli con le cotiche (una sopa navideña de judías y panceta); pasta e ceci (una sopa de garbanzos y fideos con ajo y romero); nidi di rondine (un plato de  pasta al horno con jamón ahumado, ternera, queso y salsa de tomate); y el conejo asado con hinojo.
Entre los platos presentes principalmente en Borgo Maggiore, es común la llamada piada o piadina (pan plano típico de toda la región histórica de Romaña), consumido a veces de manera parecida a la spanakopita griega, salvo porque va en el típico pan plano de la zona llamado piadina y emplea mozzarella en lugar de feta, además puede incluir escarola en lugar de espinaca.
Los dulces incluyen un pastel conocido como torta tre monti (‘tarta de tres montañas/torres’), basada en las Tres Torres de San Marino y parecido a una tarta con capas de barquillo cubierta de chocolate; torta titano, un postre hecho con capas de galleta, avellanas, chocolate, crema y café, inspirado también por la montaña central de San Marino, el Monte Titano; bustrengo, una tradicional tarta navideña hecha con miel, frutos secos; verretta, un postre hecho con avellanas, praliné y barquillo de chocolate; cacciarelli, un postre hecho con miel, azúcar y huevo, parecido al flan; y la zuppa di ciliegie, cerezas estofadas en vino tinto y servidas sobre pan blanco.
El área donde se encuentra San Marino también produce diversos vinos, como el Brugneto y el Tessano (tintos envejecidos en barrica), el Biancale y el Roncale (blancos destilados). Sus licores incluyen el Mistrà (con sabor a anís), el Tilus (aromatizado con trufa) y el Duca di Gualdo (de hierbas).